# دیلن آرمسترانگ
دیلن آرمسترانگ (انگلیسی: Dylan Armstrong؛ زادهٔ ۱۵ ژانویهٔ ۱۹۸۱) پرتاب‌گر چکش اهل کانادا است.
وی در مسابقات کشوری و بین‌المللی در مجموع برندهٔ ۳ مدال طلا، ۲ مدال نقره، ۲ مدال برنز شده است.